# Retraite spirituelle
Pour les articles homonymes, voir Retraite.

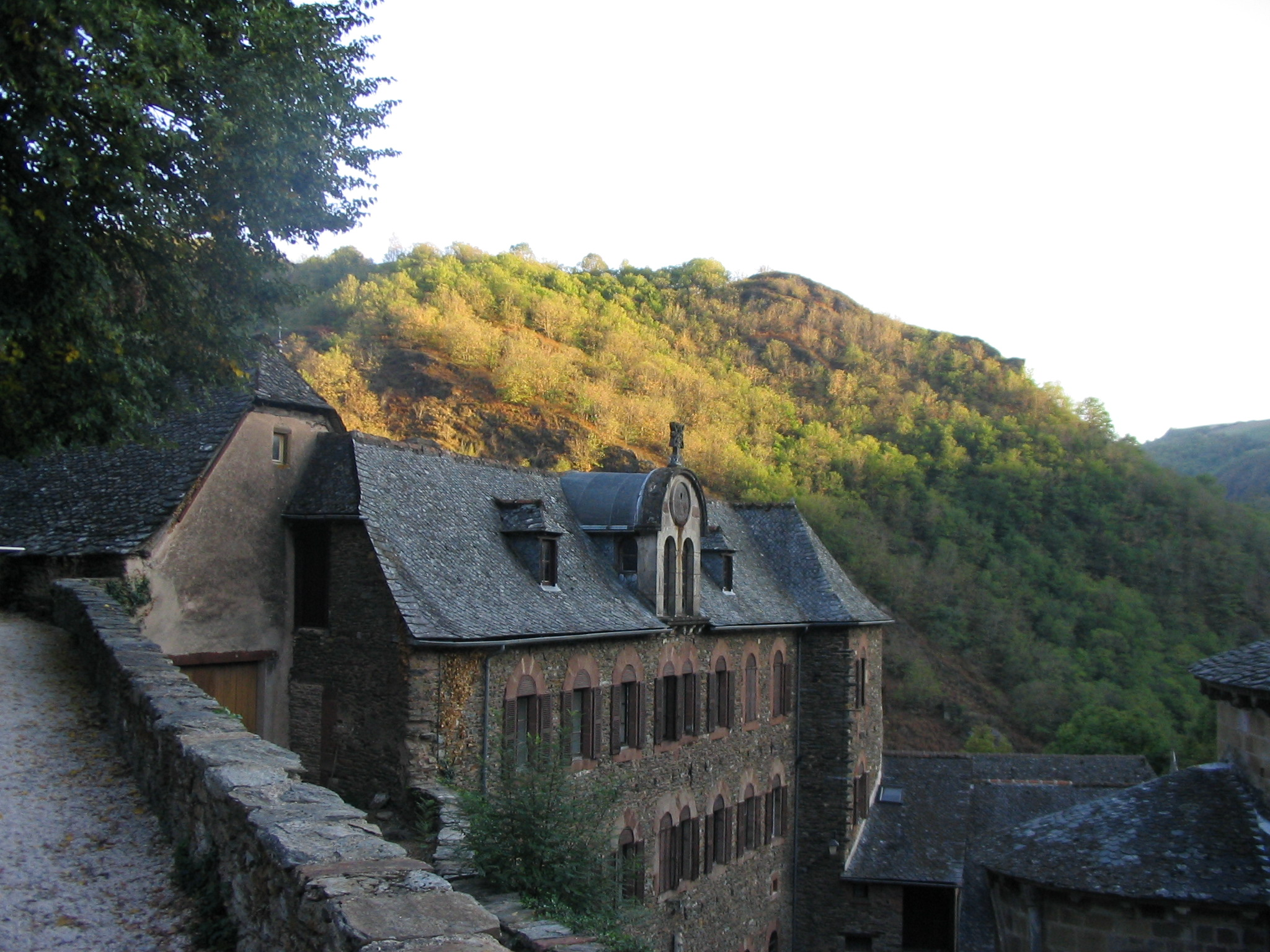
L'abbaye de Conques, lieu de retraite spirituelle.

Une retraite spirituelle est un temps que prend une personne pour prier, méditer ou d'une manière générale réfléchir à sa vie privée, de façon individuelle ou en groupe. Cela comprend souvent une prise de distance géographique vis-à-vis du lieu où l'on vit et travaille habituellement, et se déroule dans un endroit calme. 

## Christianisme

### Catholicisme
La religion catholique recommande à tous l'exercice annuel d'une retraite spirituelle. La retraite est plus particulièrement opportune lors de moments importants de la vie, notamment avant la réception de sacrements qui engagent pour la vie. La retraite est un moment propice pour approfondir la vie intérieure, mûrir des décisions en présence de Dieu, faire examen de conscience, considérer la vie du Christ, pratiquer les différentes dévotions. 
De nombreuses congrégations religieuses organisent des retraites pour les laïcs dans les monastères. De par une longue tradition inscrite dans leur règle (chapitre 53 de la règle de saint Benoît) les abbayes bénédictines, cisterciennes ou trappistes comme les Carmels et autres couvents de religieux et religieuses contemplatives offrent  volontiers l'hospitalité. Ce sont des lieux privilégiés de retraite spirituelle, étant donné l'atmosphère de paix et silence qu'ils offrent avec le soutien de la prière d'une communauté religieuse. 
Certains instituts religieux ou congrégations ont pour mission l'animation de retraites, comme celle de 'Trente Jours' (ou quatre semaines) dans un centre spirituel durant lesquels le retraitant fait les Exercices spirituels d'Ignace de Loyola (chez les Jésuites ou Sœurs de Notre-Dame du Cénacle) ou la retraite fondamentale (par les Foyers de Charité). Les retraites font aussi partie de la panoplie de moyens de formation chrétienne organisés par l'Opus Dei. Toutes ces initiatives se faisant en complément de l'offre diocésaine.  
Le développement d'Internet a permis la création du concept de « retraite en ligne » avec notamment la Retraite dans la Ville, inaugurée par des Dominicains en 2003. Cette proposition, pour le temps du carême a ainsi rassemblé plus de 150 000 internautes dans plus de 45 pays en 2023.

### Christianisme évangélique

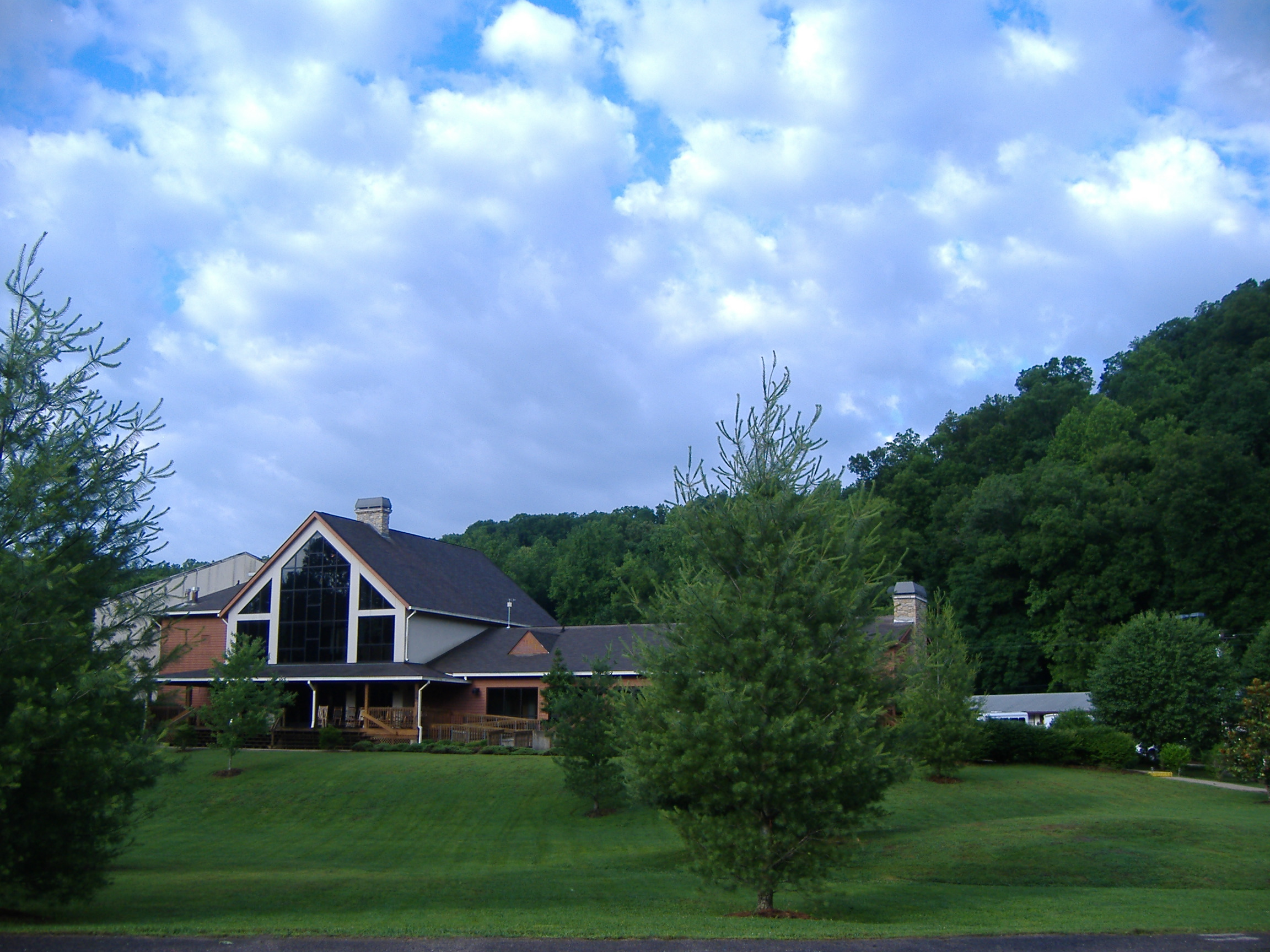
Centre de conférence baptiste de Linden Valley à Linden (Tennessee), États-Unis.

Dans le christianisme évangélique, les temps de retraite spirituelle ont été encouragés par le développement des camp meetings au XIXe siècle, afin de favoriser le ressourcement spirituel, loin de la ville et dans la nature. Ces camps étaient l’occasion de prier, chanter et d’écouter des sermons durant plusieurs jours.  
Diverses associations d’églises ont également établis des terrains de camping ou des centres de conférence dans des endroits isolés, qui offrent des temps de retraite pour les enfants et les adultes .

## Bouddhisme

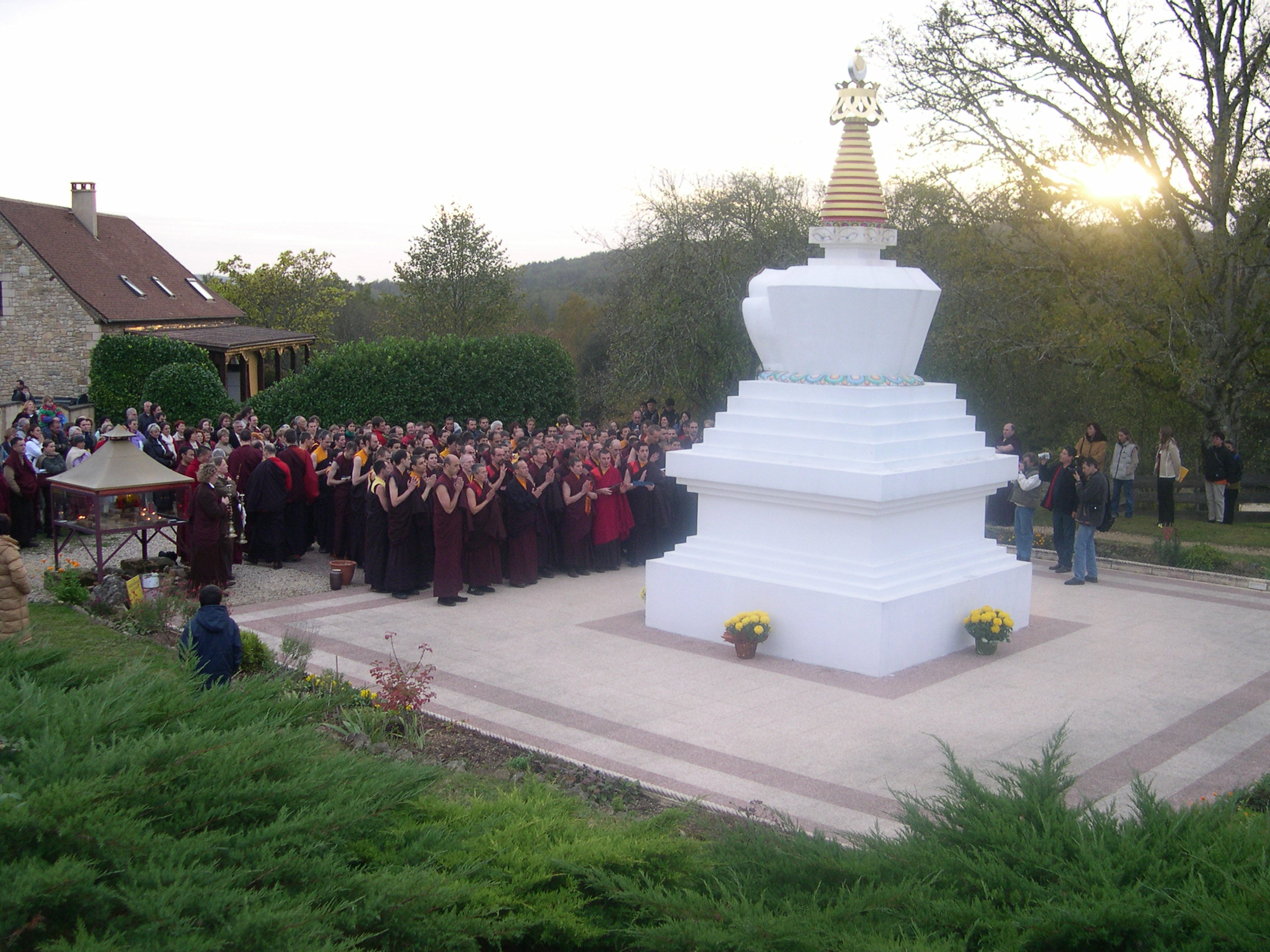
Fin de retraite au centre Dhagpo Kagyu Ling à Saint-Léon-sur-Vézère en 2004.

Le bouddhisme propose des retraites similaires dans leur objectif à celles des catholiques, avec des pratiques méditatives. Mais il existe surtout une retraite traditionnelle de trois ans, trois mois et trois jours pour les personnes plus engagées dans la voie du bouddhisme tibétain.